# Everything About You
Everything About You is een nummer van de Amerikaanse rockband Ugly Kid Joe uit 1992. Het is de eerste single van hun debuutalbum America's Least Wanted.
In "Everything About You" maakt de ik-figuur een lijst met alle dingen die hij haat of waar hij niets om geeft. In de bridge geeft de ik-figuur toe dat hij een slechte houding heeft, maar dat hij ervan geniet om alles te haten en dat dan ook niet wil veranderen. Het nummer werd een hit in de Verenigde Staten en Europa. In de Amerikaanse Billboard Hot 100 haalde het de 9e positie. In de Nederlandse Top 40 haalde het de 5e positie, en in de Vlaamse Radio 2 Top 30 de 8e.